# Varanus melinus
Il varano melino (Varanus melinus Böhme e Ziegler, 1997) è una specie della famiglia dei Varanidi endemica di una piccola area dell'Indonesia. È imparentato molto da vicino con il varano delle mangrovie (V. indicus); entrambi appartengono al sottogenere Euprepiosaurus.

## Descrizione
Il varano melino ha la testa, le zampe, il dorso e la coda di colore giallo brillante. Sulla parte inferiore del collo presenta un disegno reticolato nero. Sulla coda vi sono fasce alternate gialle e nere, che si fanno più chiare verso l'ultimo terzo. La lingua è color rosa chiaro, con piccole variazioni di tonalità. Le narici sono più vicine all'estremità del muso che agli occhi. Può raggiungere gli 80–120 cm di lunghezza totale.

## Distribuzione e habitat
Molto probabilmente V. melinus è endemico delle isole Obi, appartenenti all'arcipelago indonesiano delle Molucche. La specie potrebbe inoltre vivere anche nelle Molucche occidentali, sulle isole Sula e Bowokan, nonché a Taliabu e Banggai.

## Biologia
Le sue abitudini sono quasi sconosciute, ma potrebbero essere simili a quelle del varano delle mangrovie.